# Pteris platyferra
Pteris platyferra là một loài dương xỉ trong họ Pteridaceae. Loài này được Christenh. mô tả khoa học đầu tiên năm 2011.
Danh pháp khoa học của loài này chưa được làm sáng tỏ. 